# Church Creek
Church Creek és una població dels Estats Units a l'estat de Maryland. Segons el cens del 2000 tenia 85 habitants.

## Demografia
Segons el cens del 2000, Church Creek tenia 85 habitants, 41 habitatges, i 25 famílies. La densitat de població era de 105,9 habitants per km².
Dels 41 habitatges en un 24,4% hi vivien nens de menys de 18 anys, en un 48,8% hi vivien parelles casades, en un 9,8% dones solteres, i en un 36,6% no eren unitats familiars. En el 36,6% dels habitatges hi vivien persones soles el 17,1% de les quals corresponia a persones de 65 anys o més que vivien soles. El nombre mitjà de persones vivint en cada habitatge era de 2,07 i el nombre mitjà de persones que vivien en cada família era de 2,69.
Per edats la població es repartia de la següent manera: un 23,5% tenia menys de 18 anys, un 1,2% entre 18 i 24, un 29,4% entre 25 i 44, un 21,2% de 45 a 60 i un 24,7% 65 anys o més.
L'edat mediana era de 42 anys. Per cada 100 dones de 18 o més anys hi havia 85,7 homes.
La renda mediana per habitatge era de 25.750 $ i la renda mediana per família de 26.875 $. Els homes tenien una renda mediana de 21.250 $ mentre que les dones 16.250 $. La renda per capita de la població era de 19.700 $. Cap de les famílies estaven per davall del llindar de pobresa.

## Poblacions més properes
El següent diagrama mostra les poblacions més properes.